# Czesław Jarmusz
Czesław Jarmusz (ur. 17 listopada 1929 w Wacławowie, zm. 27 czerwca 2021) – polski artysta fotograf. Członek toruńskiego oddziału Polskiego Towarzystwa Fotograficznego. Członek rzeczywisty i Artysta Fotoklubu Rzeczypospolitej Polskiej (AFRP).

## Życiorys
Czesław Jarmusz od 1949 roku mieszkał w Toruniu. Działalność fotograficzną rozpoczął w 1952 roku, przynależąc do toruńskiego koła Polskiego Towarzystwa Fotograficznego, prowadzonego przez Alojzego Czarneckiego i jego córkę Janinę Gardzielewską. W 1957 roku rozpoczął samodzielną pracę fotografa, prowadząc własny zakład fotograficzny (przez 51 lat) i współpracując (jako fotoreporter) z lokalną „Gazetą Pomorską” i innymi gazetami: (m.in.) „Ilustrowany Kurier Polski”, „Gazeta Toruńska”, „Dziennik Wieczorny”, „Nowości”.
Był autorem i współautorem wielu wystaw fotograficznych; indywidualnych i zbiorowych. Jest dwukrotnym laureatem nagrody Prezydenta Miasta Torunia.
W 1998 roku Czesław Jarmusz został przyjęty w poczet członków Fotoklubu Rzeczypospolitej Polskiej Stowarzyszenia Twórców. Decyzją Komisji Kwalifikacji Zawodowych Fotoklubu RP, otrzymał dyplom potwierdzający kwalifikacje do wykonywania zawodu artysty fotografa, fotografika (legitymacja nr 119).
W 2007 roku, po ponad pięćdziesięcioletniej działalności fotograficznej, Czesław Jarmusz przeszedł na emeryturę. Swój najstarszy sprzęt fotograficzny i literaturę fachową przekazał do zbiorów Fotoklubu Rzeczypospolitej Polskiej. Negatywy swoich zdjęć oddał do Biblioteki Uniwersyteckiej w Toruniu. Prace Czesława Jarmusza zaprezentowano w Almanachu (1995–2017), wydanym przez Fotoklub Rzeczypospolitej Polskiej Stowarzyszenie Twórców.

## Wybrane wystawy
- „Zabytki Torunia” – Centralny Związek Rzemiosła (Warszawa)
- „Kościół Toruński” – Kościół OO. Jezuitów (Toruń)
- „Stary Toruń” – Urząd Gminy (Łubianka)
- „Kościół Diecezji Toruńskiej” – Katedra św. Jana (Toruń)
- „Władze Torunia u Ojca Świętego” – Dwór Artusa (Toruń)
- „Ojciec Święty w Toruniu” – Biblioteka Główna UMK (Toruń)

Źródło

## Odznaczenia
- Srebrny Medal „Zasłużony dla Fotografii Polskiej”[4][12]
- Odznaka „Zasłużony Działacz Kultury”[6]
- Medal Pro Ecclesia et Pontifice
- Krzyż Kawalerski Orderu Odrodzenia Polski
- Złoty Krzyż Zasługi
- Medal „Thorunium”[5][6]

Źródło